# Auguste Daum

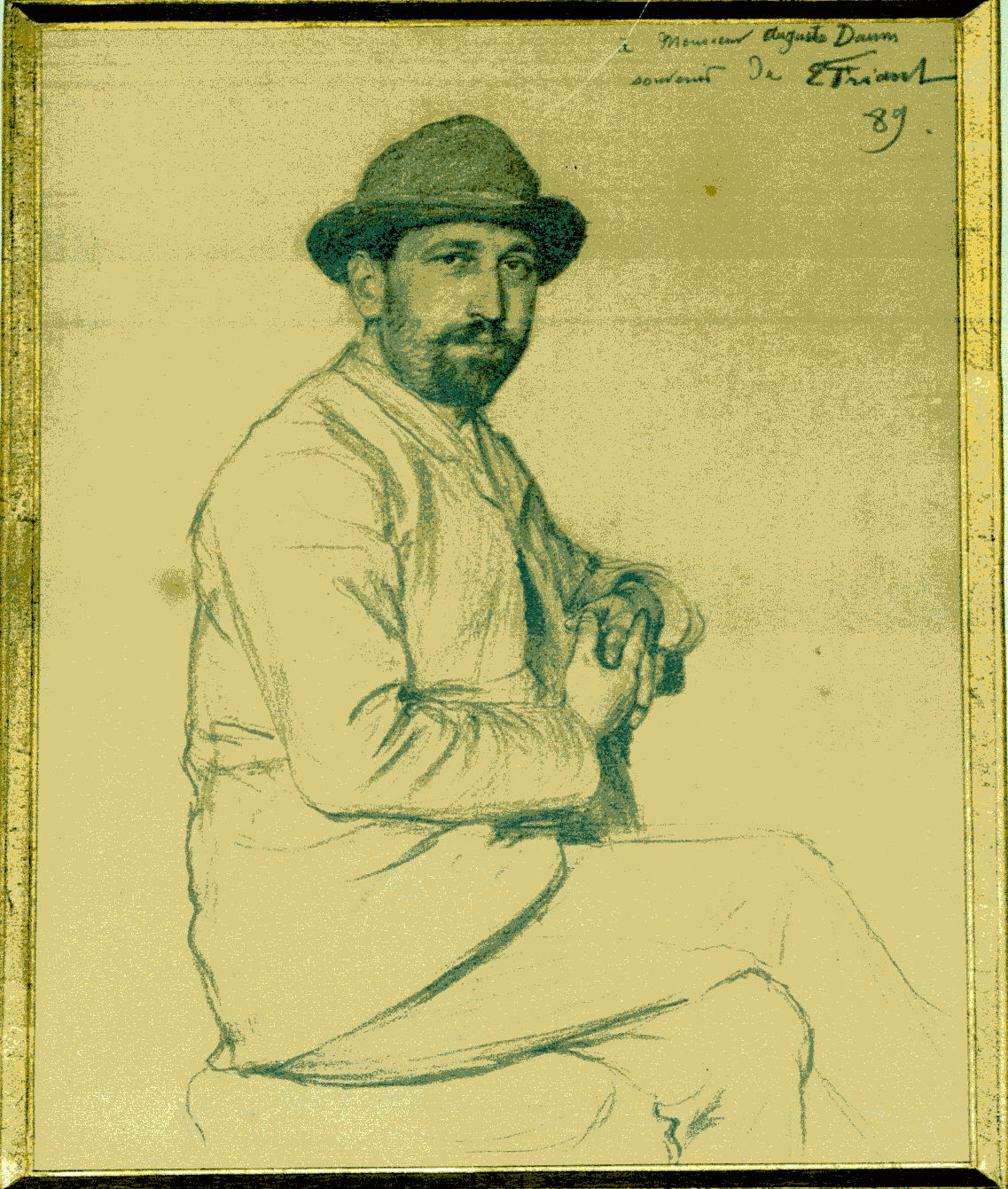
Auguste Daum, Zeichnung von Émile Friant

Jean Louis Auguste Daum (* 1853 in Bitche; † 1909 in Nancy) war ein französischer Keramiker und Glaskünstler.
Auguste Daum war einer der Gründungsmitglieder der École de Nancy und Direktor der Compagnie française du cristal Daum. Er war Sohn von Jean Daum, Bruder von Antonin Daum und Vater von Léon Daum.